# David Budimir
David Budimir (* 27. Februar 2004) ist ein österreichischer Fußballspieler.

## Karriere
Budimir begann seine Karriere beim SK Rapid Wien, bei dem er ab der Saison 2018/19 auch in der Akademie spielte.
Im Oktober 2020 debütierte er für die zweite Mannschaft von Rapid in der 2. Liga, als er am achten Spieltag der Saison 2020/21 gegen den FC Blau-Weiß Linz in der 82. Minute für Almer Softic eingewechselt wurde. Dies blieb sein einziger Zweitligaeinsatz, fortan spielte er wieder nur in der Akademie. Im Februar 2023 wechselte er zum viertklassigen ASV Spratzern. Für Spratzern kam er zu 14 Einsätzen in der Landesliga, aus der das Team aber abstieg. Daraufhin verließ Budimir den Verein nach der Saison 2022/23.
Nach einem Halbjahr ohne Verein wechselte Budimir im Februar 2024 nach Kroatien zu Viertligist NK Neretvanac Opuzen. Für diesen kam er aber nur einmal zum Zug. Zur Saison 2024/25 wechselte er zum ebenfalls viertklassigen HNK Zadar, für den er zehnmal auflief. Im Februar 2025 kehrte er nach Österreich zurück und wechselte zur sechstklassigen 1. SVg Wiener Neudorf, für die er neunmal in der Gebietsliga spielte.
Zur Saison 2025/26 wechselte er zu Regionalligist SV Horn.